# Браунсвил (Кентаки)
Браунсвил (енгл. Brownsville) град је у америчкој савезној држави Кентаки.

## Демографија
По попису из 2010. године број становника је 836, што је 85 (-9,2%) становника мање него 2000. године.
| Група             | 2000.       | 2010.       |
| Белци             | 901 (97,8%) | 814 (97,4%) |
| Афроамериканци    | 1 (0,1%)    | 9 (1,1%)    |
| Азијати           | 1 (0,1%)    | 1 (0,1%)    |
| Хиспаноамериканци | 7 (0,8%)    | 5 (0,6%)    |
| Укупно            | 921         | 836         |